# Smitinandia
Smitinandia är ett släkte av orkidéer. Smitinandia ingår i familjen orkidéer.
Kladogram enligt Catalogue of Life:
| Smitinandia | \| \| Smitinandia helferi \| \| \| \| \| \| Smitinandia micrantha \| \| \| \| \| \| Smitinandia selebensis \| \| \| \| |
|             | \| \| Smitinandia helferi \| \| \| \| \| \| Smitinandia micrantha \| \| \| \| \| \| Smitinandia selebensis \| \| \| \| |
|             | Smitinandia helferi |
|             | |
|             | Smitinandia micrantha                                                                                                  |
|             | |
|             | Smitinandia selebensis                                                                                                 |
|             | |